# Antoni Olbromski

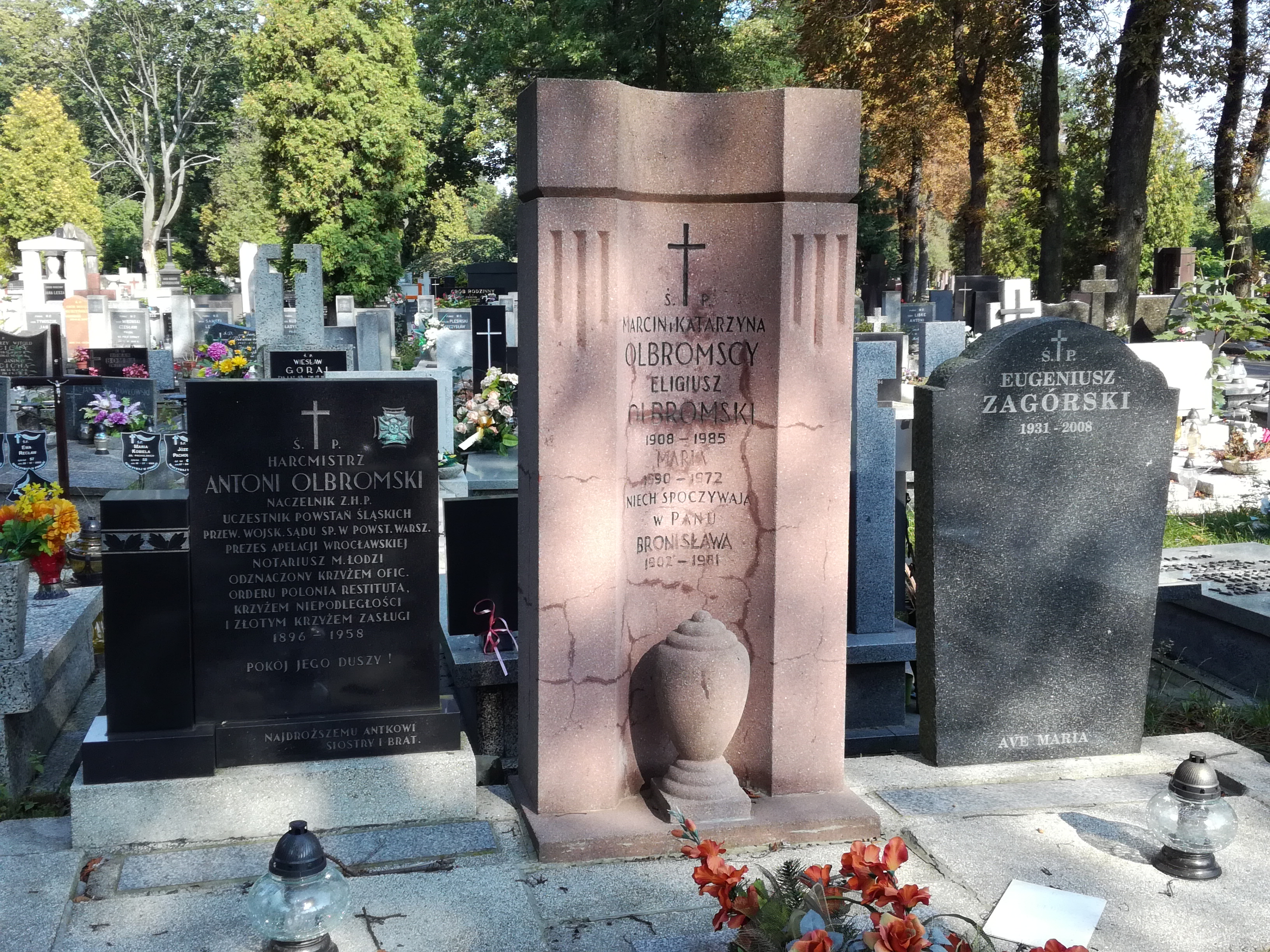
Grób Antoniego Olbromskiego na Starym Cmentarzu w Łodzi

Antoni Olbromski, ps. Prawdzic, dr Krauze, Sołtys (ur. 6 czerwca 1896 w Tuszynie, zm. 28 lipca 1958 w Łodzi) – polski prawnik, działacz niepodległościowy i instruktor harcerski, harcmistrz, członek Naczelnej Rady Harcerskiej (1921–1939), komendant Łódzkiej Chorągwi Harcerzy (1924–1927), wiceprzewodniczący ZHP (1929–1931), Naczelnik Harcerzy (1931–1936), sekretarz generalny Naczelnictwa ZHP (1939–1945), przedstawiciel Naczelnictwa ZHP w Komendzie Głównej Armii Krajowej (1943–1945).

## Życiorys

### Młodość
Urodził się 6 czerwca 1896 r. w Tuszynie w powiecie łódzkim w środowisku drobnomieszczańskim. Był synem Marcina, woźnego sądowego i Katarzyny z Grzejów. Lata młodzieńcze spędził w Łodzi, dokąd rodzice przenieśli się wkrótce po jego urodzeniu. Wyrastał w ciężkich warunkach: niewielkie zarobki ojca (poczta, tramwaje, Zarząd Miejski) z trudem wystarczały na utrzymanie licznej rodziny. Uczył się początkowo w domu, a następnie od 1906 r. w rosyjskim gimnazjum rządowym w Łodzi. Od IV kl. utrzymywał się z korepetycji. Równocześnie od V kl. brał żywy udział w tajnych organizacjach szkolnych. Należał do Zarzewia, redagował pismo „Razem”, był także prezesem samopomocy uczniowskiej.
W 1915 r. przeniósł się do Piotrkowa Trybunalskiego, gdzie w 1916 r. otrzymał świadectwo maturalne.

### Działalność w skautingu i harcerstwie
W październiku 1915 r. wstąpił do pierwszej drużyny skautowej Polskiej Organizacji Skautowej (POS) działającej w części Królestwa Kongresowego, administrowanej w czasie I wojny światowej przez władze austriackie.
Antoni Olbromski, będąc początkowo zastępowym, a później plutonowym przewoził pocztę legionową przez granicę niemiecką do Warszawy. Jednocześnie organizował wiejską starszą młodzież w oddziały Polskiej Organizacji Wojskowej (POW). Po śmierci ojca w 1916 r. spadł na niego cały ciężar utrzymywania matki z rodzeństwem. Zapisał się na Wydział Prawny Uniwersytetu Warszawskiego jednocześnie przenosząc się do Łodzi, gdzie pracował jako nauczyciel w gimnazjum, a w rok później jako referent w sądzie okręgowym. Nadal utrzymywał kontakty z harcerstwem, kończąc kurs peowiacki w harcerskim oddziale wywiadowczym przy POW. W roku 1917 został aresztowany wskutek udziału w pochodzie 1-majowym. Wkrótce potem został skreślony z Uniwersytetu za udział w strajku akademickim. W drugiej połowie 1917 r. był komendantem obwodu i zastępcą komendanta Okręgu Łódzkiego ZHP, a od grudnia komendantem okręgu.

### W wolnej Polsce
W listopadzie 1918 r. przeprowadził mobilizację starszych harcerzy i brał udział w rozbrajaniu Niemców. Został komendantem Pogotowia Harcerzy na Okręg Łódzki, a od 22 listopada 1918 r. pełniącym obowiązki inspektora tego okręgu. Z tego powodu odkomenderowano go do pracy z młodzieżą i nie powołano do wojska. Należał do Związku Zawodowego Pracowników Państwowych. Jesienią 1919 r. przeniósł się do Poznania, gdzie rozpoczął naukę na Wydziale Prawno- Ekonomicznym Uniwersytetu Poznańskiego. W kwietniu 1920 r. wstąpił do Wojska Polskiego i w maju tego roku został odkomenderowany do tajnej Polskiej Organizacji Wojskowej Górnego Śląska z siedzibą w Bytomiu. Organizował tam również drużyny harcerskie, był członkiem kierownictwa kursu dla harcerskich działaczy plebiscytowych. Redagował i wydawał „Harcerza Śląskiego”. Brał udział w II powstaniu śląskim. W wydawnictwie „Harcerstwo Śląskie 1920–1930” ogłosił artykuł „Harcerstwo śląskie w czasie plebiscytu”. Po zakończeniu plebiscytu wrócił w 1921 r. do Łodzi, gdzie pracował jako nauczyciel i pracownik skarbowy jednocześnie. Był hufcowym, a później zastępcą komendanta chorągwi łódzkiej. Od 1921 r. aż do wybuchu II wojny światowej był wybierany do Naczelnej Rady Harcerskiej. Jesienią 1922 r. postanowił ponownie podjąć studia i przeniósł się do Poznania. Utrzymywał się z pracy w Komitecie Likwidacyjnym mienia poniemieckiego. Dyplom ukończenia studiów otrzymał w 1923. W tym czasie brał czynny udział w życiu akademickim z ramienia Młodzieży Radykalnej i tworzącego się wówczas tzw. Starszego Harcerstwa. W roku 1924 został aplikantem Sądu Okręgowego, a następnie sędzią pokoju. W tymże roku pełnił funkcję komendanta Łódzkiej Chorągwi Harcerzy. W roku 1926 ożenił się z harcerką Wodzisławą Nakielską. W roku 1928 został delegowany do Ministerstwa Sprawiedliwości, gdzie pracował do wybuchu wojny na stanowisku referenta Wydziału Administracyjnego. Równocześnie przez szereg lat był sędzią w X Wydziale Cywilnym Sądu Okręgowego w Warszawie. W 1929 r. został wiceprzewodniczącym ZHP, a w latach 1931–1936 Naczelnikiem Harcerzy. Jego główną zasługą stało się sprawne kierowanie rozwijającą się bardzo w owym czasie organizacją oraz dbałość o jej niezależność polityczną. Latem 1933 r. był komendantem wyprawy polskiej na Międzynarodowy Zlot Skautowy na Węgrzech w Godolo, a w 1935 r. (11–25 lipca) komendantem Jubileuszowego Zlotu ZHP w Spale.

### Okres II wojny światowej
Od 1 listopada 1939 do powstania warszawskiego pracował w zarządzie Miasta Warszawy jako kierownik Pracowniczej Komisji Samopomocy Społecznej (zakonspirowane przedstawicielstwo pracowników umysłowych i fizycznych). Współorganizował i opiekował się Szarymi Szeregami. W czasie okupacji został sekretarzem Naczelnictwa ZHP, a w 1943 przedstawicielem Naczelnictwa ZHP w Komendzie Głównej AK. W latach 1943–1944 ukrywał się poszukiwany przez Gestapo w związku z pracą harcerstwa w Gdańsku. Organizował pomoc dla rodzin wysiedlonych z Zamojszczyzny. Podczas powstania warszawskiego organizował na Żoliborzu sądownictwo cywilne i wojskowe. Działał pod pseudonimami „Prawdzic” i „Dr Krauze”. W czasie walk na Starym Moście zginął jego syn. Po powstaniu wraz z żoną i córką uciekł z transportu więźniów jadącego do obozu w Pruszkowie. Następnie zamieszkał w Głownie k. Łodzi, gdzie pracował jako nauczyciel w tajnych kompletach.

### Po wojnie
Już w lutym 1945 rozpoczął pracę w sądownictwie. Organizował sądownictwo na Ziemiach Odzyskanych. Był mianowany prezesem Sądu Apelacyjnego we Wrocławiu. W 1954 na własną prośbę został przeniesiony do Biura Notarialnego w Łodzi. Po wojnie Antoni Olbromski w ruchu harcerskim popierał grupę instruktorów związanych z Aleksandrem Kamińskim, dążącą do odnowy harcerstwa w duchu przedwojennym. Zmarł po dłuższej chorobie 28 lipca 1958, pochowany został w Łodzi na cmentarzu przy ul. Ogrodowej.

## Ordery i odznaczenia
- Krzyż Niepodległości (23 grudnia 1933)[1]
- Krzyż Oficerski Orderu Odrodzenia Polski (1946)
- Złoty Krzyż Zasługi (dwukrotnie: 9 listopada 1931[2], 11 listopada 1936[3])
- Honorowy Krzyż Harcerski z Czasów Walk o Niepodległość (1938)
- Złoty Krzyż Harcerskiego Odznaczenia Honorowego „Za Zasługę” (1946)
- harcerska Odznaka „Za Zasługę” (1926)
- harcerska Odznaka „Wdzięczności” (1926)
- Odznaka Pamiątkowa Dawnych Harcerzy Małopolskich (1937)[4]
- Pamiątkowa Odznaka 30-lecia Sądownictwa (1948)
- Order Trzech Gwiazd (Łotwa)[5]

## Upamiętnienie
Antoni Olbromski jest patronem 28 Łódzkiej Drużyny Harcerzy ZHR.